# Dawlatabad (huyện)
Dawlat Abad là một huyện thuộc tỉnh Balkh, Afghanistan. Dân số thời điểm năm 1999 là 94,308 người.